# Ann Oakley
Ann Rosamund Oakley z domu Titmuss (ur. 17 stycznia 1944) – brytyjska socjolożka, feministka, pisarka. Założycielka-dyrektorka i wykładowczyni w Zakładzie Badań Nauk Społecznych w UCL Institute of Education na University College London. 

## Publikacje

### Literatura faktu
- The gift relationship: from human blood to social policy[5]
- Sex, gender and society[6]
- Housewife[7]
- The sociology of housework[8]
- Woman's work: the housewife, past and present[9]
- The Rights and wrongs of women[10]
- Becoming a mother[11]
- From here to maternity: becoming a mother[12]
- Women confined: towards a sociology of childbirth[13]
- Subject women[14]

### Fikcja
- Telling the truth about Jerusalem: a collection of essays and poems[15]
- The men's room[16]
- Only angels forget[17]
- Matilda's mistake[18]
- The secret lives of Eleanor Jenkinson[19]
- Scenes originating in the Garden of Eden[20]
- Where the bee sucks[21]
- Death in the egg[22]
- A proper holiday[23]
- Overheads[24]

### Artykuły naukowe
- Science, gender, and women's liberation: an argument against postmodernism[25]
- Gender, Methodology and People's Ways of Knowing: Some Problems with Feminism and the Paradigm Debate in Social Science[26]